# 870'erne f.Kr.
Århundreder: 10. århundrede f.Kr. – 9. århundrede f.Kr. – 8. århundrede f.Kr.
Årtier: 920'erne f.Kr. 910'erne f.Kr. 900'erne f.Kr. 890'erne f.Kr. 880'erne f.Kr. – 870'erne f.Kr. – 860'erne f.Kr. 850'erne f.Kr. 840'erne f.Kr. 830'erne f.Kr. 820'erne f.Kr.
År: 879 f.Kr. 878 f.Kr. 877 f.Kr. 876 f.Kr. 875 f.Kr. 874 f.Kr. 873 f.Kr. 872 f.Kr. 871 f.Kr. 870 f.Kr.

## Begivenheder
- 879 f.Kr. – Kaluh bliver hovedstad i Assyrien
- 878 f.Kr. – Zhou Li Wang bliver konge i Zhou-dynastiet
- 874 f.Kr. – Shoshenq II overtager tronen efter Takelot I i Egyptens 22. dynasti
- 874 f.Kr. – Akab bliver konge i Kongeriget Israel
- 872 f.Kr. – Oversvømmelse af Nilen dækker gulvet i Luxortemplet
- 872 f.Kr. – Osorkon II overtager tronen efter Shoshenq II i Egyptens 22. dynasti